# Peter Gunn (lied)
"Peter Gunn" is een instrumentaal nummer van de Amerikaanse componist Henry Mancini. Het nummer werd geschreven voor het gelijknamige televisieprogramma. Het werd tevens uitgebracht op het bijbehorende album The Music from Peter Gunn uit 1959. In 1979 bracht de supergroep Emerson, Lake & Palmer een cover van het nummer uit op hun livealbum Emerson, Lake & Palmer in Concert.

## Achtergrond
In zijn autobiografie Did They Mention the Music? (1989) vertelde Mancini over het nummer: "Het themanummer van Peter Gunn heeft eigenlijk meer weg van rock-'n-roll dan van jazz. Ik gebruikte een gitaar en een piano in unisono en speelde wat bekend is in de muziek als een ostinato, wat obstinaat betekent. Het bleef spelen tijdens het nummer, waardoor het een sinister effect heeft, met wat angstige saxofoongeluiden en wat schreeuwende blazers. Het stuk heeft een akkoord door het hele nummer en een supersimpele toplijn."
Mancini arrangeerde de eerste singleversie van het nummer voor de trompettist Ray Anthony in 1959, met Plas Johnson op de tenorsaxofoon. Deze versie bereikte de achtste plaats in de Billboard Hot 100. In 1965 werd er voor het eerst een tekst bij het nummer geschreven door Jay Livingston en Ray Evans. Deze versie werd opgenomen door Sarah Vaughan voor haar album Sarah Vaughan Sings the Mancini Songbook. Mancini nam zelf het nummer nog een aantal keren op, waaronder als "Señor Peter Gunn" op zijn album The Latin Sound of Henry Mancini uit 1965 en in een nieuw arrangement voor de film Gunn...Number One! uit 1967. Op dat album verscheen ook een versie met een door hemzelf geschreven tekst onder de titel "Bye Bye".
In 1979 werd het livealbum Emerson, Lake & Palmer in Concert van de Britse supergroep Emerson, Lake & Palmer uitgebracht, dat op 26 augustus 1977 was opgenomen in het Olympisch Stadion in Montreal. De band was eerder dat jaar uit elkaar gegaan. Het album bevat een cover van Peter Gunn, het eerste nummer van het concert, voorafgegaan door een introductiefanfare. Een jaar later werd het nummer tevens uitgebracht in een licht bewerkte versie op het compilatiealbum The Best of Emerson, Lake & Palmer. Ter promotie van dit album werd het nummer uitgebracht als single in Nederland en Vlaanderen, waar het respectievelijk de vierde en de zestiende plaats behaalde in de Top 40 en de Ultratop 50.
Naast Emerson, Lake & Palmer hebben nog een aantal artiesten covers van het nummer uitgebracht. Duane Eddy bereikte in 1959 de zesde plaats in het Verenigd Koninkrijk en de 27e plaats in de Verenigde Staten met zijn cover. Datzelfde jaar werd het nummer ook uitgebracht door Pete Candoli and His Orchestra, Ted Heath and His Music en Shelly Manne. In 1965 werd het nummer uitgebracht door The Kingsmen. De versie van Jimi Hendrix werd opgenomen op 14 mei 1970, maar werd pas twee jaar na zijn overlijden uitgebracht op het album War Heroes uit 1972. Deodato behaalde in 1976 de 84e plaats in de Verenigde Staten met zijn cover. Aretha Franklin en The Blues Brothers bereikten met hun cover de 39e plaats in de dance-lijsten in de Verenigde Staten in een medley met "Think" van Franklin. In 1986 nam Duane Eddy een nieuwe versie van het nummer op met The Art of Noise, die de achtste plaats behaalde in het Verenigd Koninkrijk en de vijftigste positie in de Verenigde Staten; in 1987 ontvingen zij hiervoor een Grammy Award in de categorie "Best Rock Instrumental Performance".

## Hitnoteringen
Alle hitnoteringen zijn behaald door de versie van Emerson, Lake & Palmer.

### Nederlandse Top 40
| Hitnotering: 19-07-1980 t/m 04-10-1980 | Hitnotering: 19-07-1980 t/m 04-10-1980 | Hitnotering: 19-07-1980 t/m 04-10-1980 | Hitnotering: 19-07-1980 t/m 04-10-1980 | Hitnotering: 19-07-1980 t/m 04-10-1980 | Hitnotering: 19-07-1980 t/m 04-10-1980 | Hitnotering: 19-07-1980 t/m 04-10-1980 | Hitnotering: 19-07-1980 t/m 04-10-1980 | Hitnotering: 19-07-1980 t/m 04-10-1980 | Hitnotering: 19-07-1980 t/m 04-10-1980 | Hitnotering: 19-07-1980 t/m 04-10-1980 | Hitnotering: 19-07-1980 t/m 04-10-1980 | Hitnotering: 19-07-1980 t/m 04-10-1980 | Hitnotering: 19-07-1980 t/m 04-10-1980 |
| Week                                   | 1                                      | 2                                      | 3                                      | 4                                      | 5                                      | 6                                      | 7                                      | 8                                      | 9                                      | 10                                     | 11                                     | 12                                     |                                        |
| -------------------------------------- | -------------------------------------- | -------------------------------------- | -------------------------------------- | -------------------------------------- | -------------------------------------- | -------------------------------------- | -------------------------------------- | -------------------------------------- | -------------------------------------- | -------------------------------------- | -------------------------------------- | -------------------------------------- | -------------------------------------- |
| Positie                                | 31                                     | 19                                     | 13                                     | 9                                      | 4                                      | 4                                      | 4                                      | 4                                      | 8                                      | 16                                     | 25                                     | 36                                     | uit                                    |

### Nationale Hitparade
| Hitnotering: 26-07-1980 t/m 18-10-1980 | Hitnotering: 26-07-1980 t/m 18-10-1980 | Hitnotering: 26-07-1980 t/m 18-10-1980 | Hitnotering: 26-07-1980 t/m 18-10-1980 | Hitnotering: 26-07-1980 t/m 18-10-1980 | Hitnotering: 26-07-1980 t/m 18-10-1980 | Hitnotering: 26-07-1980 t/m 18-10-1980 | Hitnotering: 26-07-1980 t/m 18-10-1980 | Hitnotering: 26-07-1980 t/m 18-10-1980 | Hitnotering: 26-07-1980 t/m 18-10-1980 | Hitnotering: 26-07-1980 t/m 18-10-1980 | Hitnotering: 26-07-1980 t/m 18-10-1980 | Hitnotering: 26-07-1980 t/m 18-10-1980 | Hitnotering: 26-07-1980 t/m 18-10-1980 | Hitnotering: 26-07-1980 t/m 18-10-1980 |
| Week                                   | 1                                      | 2                                      | 3                                      | 4                                      | 5                                      | 6                                      | 7                                      | 8                                      | 9                                      | 10                                     | 11                                     | 12                                     | 13                                     |                                        |
| -------------------------------------- | -------------------------------------- | -------------------------------------- | -------------------------------------- | -------------------------------------- | -------------------------------------- | -------------------------------------- | -------------------------------------- | -------------------------------------- | -------------------------------------- | -------------------------------------- | -------------------------------------- | -------------------------------------- | -------------------------------------- | -------------------------------------- |
| Positie                                | 17                                     | 9                                      | 6                                      | 2                                      | 5                                      | 5                                      | 5                                      | 6                                      | 6                                      | 17                                     | 24                                     | 25                                     | 46                                     | uit                                    |

### NPO Radio 2 Top 2000
| Nummer met noteringen in de NPO Radio 2 Top 2000 | '01  | '02  | '03 | '04 | '05 | '06 | '07 | '08 | '09 | '10 | '11 | '12 | '13 | '14 | '15 | '16 | '17 | '18  | '19 | '20  | '21  | '22  | '23  | '24  |
| ------------------------------------------------ | ---- | ---- | --- | --- | --- | --- | --- | --- | --- | --- | --- | --- | --- | --- | --- | --- | --- | ---- | --- | ---- | ---- | ---- | ---- | ---- |
| Peter Gunn                                       | 1438 | 1327 | 341 | 325 | 404 | 397 | 643 | 447 | 484 | 496 | 722 | 545 | 784 | 868 | 976 | 992 | 877 | 1098 | 970 | 1016 | 1101 | 1349 | 1346 | 1780 |

1. ↑  Een vetgedrukt getal geeft de hoogste notering aan.
2. ↑  2001 was het eerste jaar met een notering voor dit nummer.